# Erupció Avellino
L'erupció Avellino del Vesuvi va ser una erupció pliniana que va succeir el 2n mil·lenni aC amb un IEV de 6.
L'erupció va destruir molts assentaments de l'edat del bronze. Les restes millor conservades van ser petites cabanes, terrisses i fins i tot petjades d'humans i animals, a més a més d'esquelets. Van ser trobades el maig de 2001 a Nola-Croce del Papa, a prop de Nola, per arqueòlegs italians. Els residents van abandonar precipitadament el poble, deixant que s'enterrés sota pedra tosca i cendres, de la mateixa manera que va passar a Pompeia.